# ミハイル・ミハイロヴィッチ・コマロフ
ミハイル・ミハイロヴィッチ・コマロフ（Mikhail Mikhailovich Komarov、ロシア語表記：Михаил Михайлович Комаров、1937年8月29日 - 1970年9月16日）はソビエトのテスト・パイロットである。MiG設計局のテスト・パイロットを務め、MiG-25で、500kmの周回飛行で2,981 km/hの速度記録を樹立した。
モスクワで生まれた。1954年から陸軍に入隊し、アレクサンドル・フェドトフの指導を受け1963年から空軍でMiG-19のパイロットとなった。1963年にテスト・パイロットのコースを卒業し、退役しトゥビリシの工場のテストパイロットを務めた後、1965年からミグ設計局のテスト・パイロットとなった。MiG-21のシリーズ、MiG-25、MiG-23のテスト飛行に従事した。
2つの世界飛行記録を樹立し、そのうちの一つはMiG-25による、500kmの周回飛行での2,981 km/hの速度記録であった。1967年にデラボー賞を受賞した。
1970年MiG-23のテスト中に酸素供給システムの故障から気を失い事故死した。